# Pekelná třída
Pekelná třída je kniha pro děti od Vojtěcha Steklače. Je jednou ze série knih, které vyprávějí o partě kluků z pražských Holešovic, volně navazující na knihu Boříkovy lapálie II. Poprvé vyšla v r. 1978, další vydání 1988, 2003, 2009). Všechna vydání ilustroval Adolf Born.

## Příběh
Pekelná třída je jednou z nejzdařilejších knih o Boříkovi, protože zahrnuje napínavý hlavní příběh a také celou řadu veselých vedlejších příhod.
Bořík a jeho kamarádi Mirek, Čenda a Aleš přišli o svou klubovnu, a proto se rozhodnou získat si jinou. Požádají o pomoc Čendova bráchu Romana, který je jejich pionýrským vedoucím, a po nějaké době se jim podaří získat starou kůlnu na Zátorách. Z té se je snaží vypudit tři starší kluci, zvaní Zátorácké bratrstvo. Aleš před kůlnou najde důkladně zamčenou zakopanou truhlici. Zátoráci jim ji ukradnou, ale kluci proti nim svolají celý svůj oddíl, zmlátí je a truhlici získají zpět. Od té doby mají od Zátoráků pokoj. Když jim v zámečnictví truhlici otevřou, nenajdou sice poklad, zato protifašistické letáky, ukryté za války. Podaří se jim vypátrat, že v kůlně před válkou sídlil skautský klub Bounty a během války se tu ukrýval odbojář Karel Ambrož, jeden z jeho bývalých členů. Kluci svou klubovnu na památku pojmenují Bounty. Na prázdniny kluci jedou s oddílem na tábor, po němž Roman oddíl opustí, protože odejde studovat na vysokou školu do Žiliny. Oddíl pak vede třídní učitelka Drábková, což už není taková zábava. O rok později třída opět jede na stejné místo, tentokrát jen na školní výlet a kluci tu náhodou potkají starého rybáře, který je bývalým členem Bounty. Na konci knihy se Mirek zamiluje do Palhounové. V dalších knihách už se klubovna kluků nevyskytuje, takže se nedozvíme, jaký byl její další osud, ale zřejmě i o tuto klubovnu kluci přišli.. 
Z vedlejších historek je asi nejznámější povídka Jak jsme hráli na ťuhýka, v níž kluci zpohlavkují toho z party, kdo jako poslední uvidí označeného tlusťocha. Několikrát se rodiče pokoušejí Boříka neúspěšně přinutit k přátelství se šprtem Bohouškem, což se vypráví v kapitolách Jak tatínek viděl všude samou chemii a Jak jsme hráli s Bohouškem ping-pong. 

## Zajímavost
Jako jeden z mála Steklačových příběhů o holešovické partě jej lze konkrétně datovat – podle věku starého rybáře zjistíme, že se odehrává v roce 1974.